# Distretto di Jharsuguda
Il distretto di Jharsuguda è un distretto dell'Orissa, in India, di 509 056 abitanti. Il suo capoluogo è Jharsuguda.